# Random Lake
Random Lake ist eine Gemeinde (mit dem Status „Village“) im Sheboygan County im US-amerikanischen Bundesstaat Wisconsin. Im Jahr 2010 hatte Random Lake 1594 Einwohner.

## Geographie
Random Lake liegt im Südosten Wisconsins, rund um den gleichnamigen See. Das Westufer des Michigansees ist rund 15 km entfernt.
Die geografischen Koordinaten von Random Lake sind 43°33′08″ nördlicher Breite und 87°57′42″ westlicher Länge. Das Gemeindegebiet erstreckt sich über eine Fläche von 4,38 km² und wird von der Town of Sherman umgeben, ohne dieser anzugehören.
Nachbarorte von Random Lake sind Adell (9,7 km nördlich), Oostburg (21 km nordöstlich), Cedar Grove (13,3 km östlich), Belgium (14,6 km südöstlich), Fredonia (11,5 km südlich), Waubeka (10,4 km südsüdwestlich), Newburg (19,2 km südwestlich), Kewaskum (25,8 km westsüdwestlich) und Cascade (16,3 km nordnordwestlich).
Die nächstgelegenen größeren Städte sind Green Bay (121 km nördlich), Appleton (108 km nordnordwestlich), Wisconsins Hauptstadt Madison (149 km westsüdwestlich), Wisconsins größte Stadt Milwaukee (60,9 km südlich) und Chicago in Illinois (207 km in der gleichen Richtung).

## Verkehr
Der vierspurig ausgebaute Wisconsin State Highway 57 verläuft in Nord-Süd-Richtung entlang der östlichen Gemeindegrenze von Random Lake. Der Wisconsin State Highway 144 bildet die nördliche Gemeindegrenze. Alle weiteren Straßen sind untergeordnete Landstraßen, teils unbefestigte Fahrwege sowie innerörtliche Verbindungsstraßen.
Durch Random Lake verläuft parallel zum WIS 57 eine Eisenbahnlinien für den Frachtverkehr der Wisconsin and Southern Railroad (WSOR).
Mit dem Sheboygan County Memorial Airport befindet sich 30 km nordnordöstlich ein kleiner Flugplatz. Die nächsten Verkehrsflughäfen sind der Milwaukee Mitchell International Airport in Milwaukee (71 km südlich) und der Austin Straubel International Airport in Green Bay (126 km nördlich).

## Geschichte
Die ersten weißen Einwanderer kamen 1840 in die Region und gründeten die Siedlung. Im Jahr 1850 wurde die Town of Sherman als die nächsthöhere Verwaltungseinheit eingerichtet. 1872 erfolgte der Anschluss der Siedlung an das Eisenbahnnetz. Im Jahr wurde Random Lake aus der Town herausgelöst und als Village of Random Lake inkorporiert.

## Bevölkerung
Nach der Volkszählung im Jahr 2010 lebten in Random Lake 1594 Menschen in 659 Haushalten. Die Bevölkerungsdichte betrug 363,9 Einwohner pro Quadratkilometer. In den 659 Haushalten lebten statistisch je 2,42 Personen. 
Ethnisch betrachtet setzte sich die Bevölkerung zusammen aus 95,4 Prozent Weißen, 0,4 Prozent Afroamerikanern, 0,3 Prozent amerikanischen Ureinwohnern, 0,6 Prozent Asiaten sowie 2,2 Prozent aus anderen ethnischen Gruppen; 1,1 Prozent stammten von zwei oder mehr Ethnien ab. Unabhängig von der ethnischen Zugehörigkeit waren 4,5 Prozent der Bevölkerung spanischer oder lateinamerikanischer Abstammung. 
24 Prozent der Bevölkerung waren unter 18 Jahre alt, 63 Prozent waren zwischen 18 und 64 und 13 Prozent waren 65 Jahre oder älter. 49,2 Prozent der Bevölkerung waren weiblich.
Das mittlere jährliche Einkommen eines Haushalts lag bei 48.864 USD. Das Pro-Kopf-Einkommen betrug 29.592 USD. 9,6 Prozent der Einwohner lebten unterhalb der Armutsgrenze.